# Övertorneå (plaats)
Övertorneå is het bestuurscentrum binnen de Zweedse gelijknamige gemeente. Het is ingeklemd tussen de Torne en de heuvel Isovaara; midden in het dorp ligt nog een andere heuvel: Särkivaara. Het dorp heette oorspronkelijk Matarenki (Fins) of Matarengi (Meänkieli); een deel van het dorp heeft nog steeds de Samische naam. Dat deel ligt ten oosten van de Riksväg 99. Ten westen van die weg ligt de woonwijk Turovaara, in 1997 nog zelfstandig.

Het dorp werd gesticht vanuit Tornio, door mensen die de Torne optrokken. In 1607 werd de eerste kerk gebouwd. In 1779 kwam een eerste "wegverbinding" tot stand. In 1809 toen het 96 inwoners verdeeld over beide oevers had, werden het Finse en Zweedse deel uit elkaar gehaald omdat door de Vrede tussen Zweden en Rusland de grens kwam te liggen in de Torne zelf. Op 15 december 1914 krijgt het dorp een treinverbinding uit Haparanda en het station kreeg toen al de naam Övertorneå mee. In 1997 had het 1400 inwoners.

## Vervoer

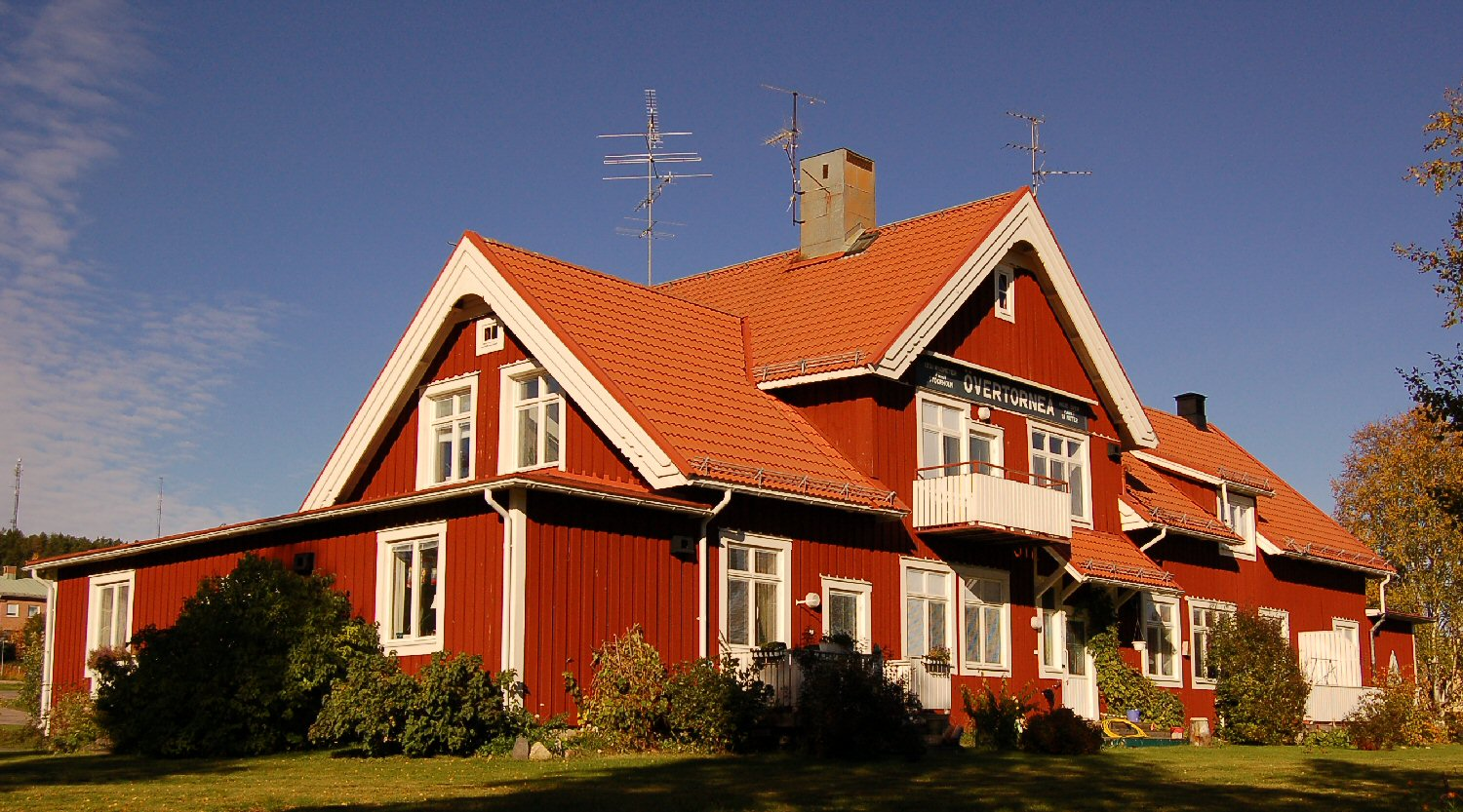
Stationsgebouw Övertorneå uit 1914

De trein rijdt er al lang niet meer, wel nog aan de Finse kant. Övertorneå is te bereiken via de Europese weg 8, die in Finland ligt, of de Zweedse parallelweg daarvan, de Riksväg 99. Vanuit het binnenland komt de Riksväg 98 vanuit Överkalix, die verder loopt tot in Finland. Op het eiland Vähäsaari aan Zweedse zijde in de Torne was het douanekantoor gevestigd.

## Verwarring
De situatie ter plekke is verwarrend. Beide landen halen de Zweedse en Finse namen door elkaar. Het Finse Ylitornio wordt in Zweden ook Övertorneå genoemd. Het Zweedse Övertorneå wordt door de Finnen steevast aangeduid met Ylitornia, Ruotsi. De dorpen liggen niet geheel recht tegenover elkaar aan de rivier; het Zweedse ligt 3 kilometer noordelijker.

## Geboren
- Gerda Antti (1929), schrijfster